# Црква Светог Јована Крститеља у Грделици
Црква Светог Јована Крститеља налази се у Грделици, варошици у околини Лесковца, на ободима Грделичке клисуре. Изграђена је на десној обали Јужне Мораве и ушћу Козарачке реке, њене највеће притоке у пределу Грделичке клисуре.
Она је дело Момира Коруновића, истакнутог српског архитекте XX века.

## Историја
Кроз своју дугу историју, због географског положаја, ово насеље, некада знано као Дервен, често је било на удару разних варварских цивилизација чији помен досеже још из доба Византије пре 7. века. У састав српске државе, ово насеље под незнаним именом, улази за време Стефана Немање, пред крај 12-тог века. Стефан Лазаревић је на том месту изградио цркву Св. Богородице која је пред турском најездом разорена. Грделица није имала своју цркву од 1878. (време ослобођења од Турака) до 1925. године, када је проглашена за варошицу. Требало је много времена да прође, да би 1931. године ктитор Јован Л. Лазаревић прихватио да финансира изградњу нове цркве. Он је 1935. године пружио иницијална новчана средства за подизање цркве. Поред његових, средства за подизање добијена су и од министарства грађевине и вере. Црква Св. Јована Крститеља пројектована је од стране двојице архитеката Бранка Тасића и чувеног Момира Коруновића. Најпре је на пројекту радио лесковачки архитекта Бранко Тасић али је касније тај посао уступљен Момиру Коруновићу (1884.-1969) који је у то време био познати архитекта сакралних споменика и истовремено иснпектор при Министарству грађевина. Камен темељац освешћен је 7. Јула 1937. године и она је од тада постала најизраженија црква на подручју Грделичке клисуре. Укупна цена изградње до завршетка 1940. године, износила је тадашњих 2 милиона динара.
Први свештеник цркве био је Мика из Власотинца који је овде столовао четири године (1937-1941). Почетком Другог светског рата на његово место дошао је јереј Владимир Стоиљковић који се на њему најдуже задржао, све до 1975. године. Њега је те године заменио јереј Власта Стојановић из Врања.

## Изглед цркве
Основа храма је у облику уписаног крста. На западној страни цркве постоји истурени трем, покривен таласастим кровом, са два стуба повезана луком. Изнад ова два стуба налазе се три прозора уоквирена архиволтама које су прекривене двосливним кровом. Стубови у тремовима су виши и виткији. Припрату од наоса одвајају два стуба који у унутрашњости портала носе галерију за потребе црквеног хора. Иконостас је рађен у дуборезу и дело је руског емигранта Ивана Дикија. На десној страни припрате видна је фигура Св. Јована Крститеља „Биљобера” коме је посвећена црква.
Апсида на истоку, са унутрашње стране, је полукружна а споља тространа. На јужној страни апсиде налазе се врата која воде у олтарски простор уоквирен луком који почива на два стуба. У унутрашњости слично су решени северни и јужни крак. Северна страна је полукружна конха обележена са три прозора засведена кровом изнад којег се налазе још три уоквирена архиволтама.
Црква има три осмостране куполе, две мање изнад припрате и велико централно кубе изнад наоса. Главна купола уздиже се на осмострани тамбур који почива на једном кубичастом постољу. Споредне куполе разликују се од главне само по величини, тамбури су осмострани споља а кружни изнутра.

## Галерија
- Поглед на цркву и село изнад ње
- Црква Светог Јована Крститеља
- Улаз у цркву
- Улаз у цркву
- Унутрашњост цркве
- Унутрашњост цркве
- Унутрашњост цркве
- Унутрашњост цркве
- Унутрашњост цркве